# جاسینتو آلگرینی
جاسینتو آلگرینی (انگلیسی: Giacinto Allegrini؛ زادهٔ ۴ سپتامبر ۱۹۸۹) بازیکن فوتبال اهل ایتالیا است.
از باشگاه‌هایی که در آن بازی کرده‌است می‌توان به باشگاه فوتبال باری اشاره کرد.